# The Loaded Door

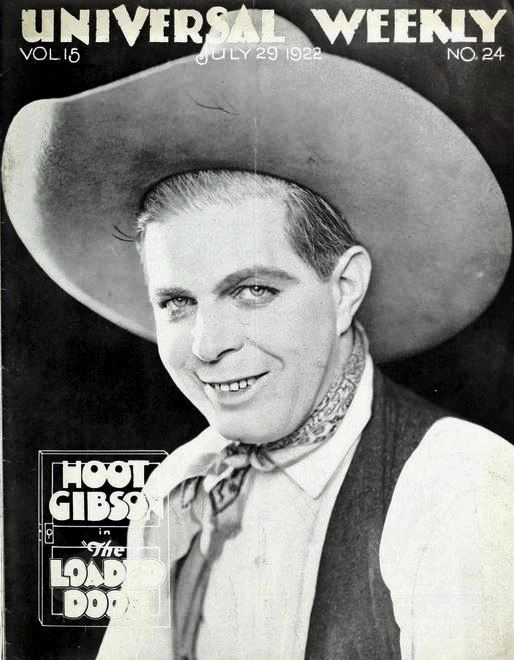
Affiche du film

The Loaded Door est un western américain réalisé par Harry A. Pollard et sorti en 1922.

## Fiche technique
- Réalisation : Harry A. Pollard
- Scénario : Ralph Cummins, George Hively
- Photographie : Sol Polito
- Distributeur : Universal Film Manufacturing Company
- Montage : George Hively
- Genre : Western
- Durée : 50 minutes (5 bobines)[1]
- Date de sortie :
  - États-Unis : 4 août 1922

## Distribution
- Hoot Gibson : Bert Lyons
- Gertrude Olmstead : Molly Grainger
- William Ryno : Bud Grainger
- A. Edward Sutherland : Joe Grainger
- Noble Johnson : Blackie Lopez
- Joe Harris : Stan Calvert
- Charles Newton : Dad Stewart
- Charles Smiley : Purdy
- Victor Potel : Slim
- C.L. Sherwood : Fatty